# Hyptis langlassei
Hyptis langlassei là một loài thực vật có hoa trong họ Hoa môi. Loài này được Merritt Lyndon Fernald mô tả khoa học đầu tiên năm 1910.